# 自由自在 (参考書)
自由自在（じゆうじざい）とは、増進堂・受験研究社から発行されている、小学生・中学生を対象とした学習参考書である。

## 概要
参考書の中でも歴史があるものとされ、1953年（昭和28年）に初版が発行されて以来、2400万部を発行したベストセラーであり、受験研究社の主力商品にもなっている。
小学生版は1・2年用、3・4年用、高学年用と分類され、中学生版は全学年用のみで分類はない。基本的には「英語」、「数学」、「国語」、「理科」、「社会」と教科別に発売されているが、小学生版の1・2年は「算数」のみで、3・4年用、高学年用は「英語」が無く、「数学」が「算数」となっている。

## 特徴
- 2、3年分の内容がまとめてあるため、一冊一冊がとても分厚くなっている。
- 問題には有名中学・高校の入試問題などが多く含まれているため、難易度が高い。